# エストレラ大聖堂

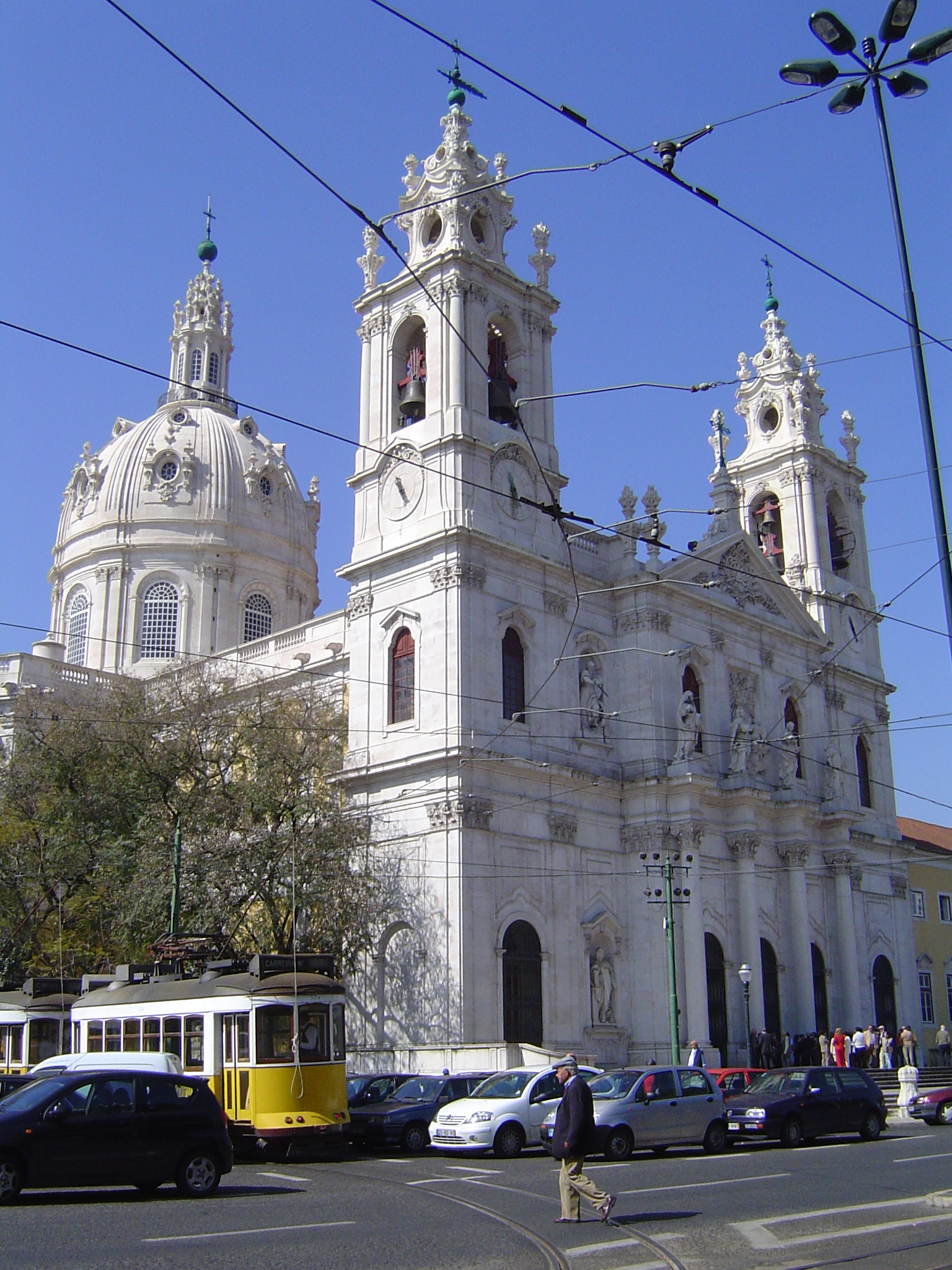
エストレラ大聖堂

エストレラ大聖堂 （Basílica da Estrela）は、ポルトガル・リスボンにある大聖堂。待望の男児ジョゼ王子を授かり満願の叶った女王マリア1世により建設された。1779年に建設が始まり、完成したのは1790年である（1788年にジョゼ王子は天然痘で夭折した）。
巨大な教会は大きなドームをもち、リスボン西部の丘の上に建ち、遠方からもよく見える。後期バロック様式とネオクラシカル様式の混じったマフラ国立宮殿に、よく似た姿である。正面に2つの鐘楼と聖人像がある。
大量の灰色、ピンク色、黄色の大理石が床と壁面に使用され、幾何学模様となり、ヨーロッパでも美しい教会の一つである。ポンペオ・バットーニの絵画が飾られている。マリア1世の墓所は交差廊の右側にある。彫刻家ジョアキン・マシャド・デ・カストロによる500以上あるコルクとテラコッタ像でできた『キリストの降誕』図が、観光の目玉である。
世界遺産として登録されている。
座標: 北緯38度42分48秒 西経9度09分38秒 / 北緯38.71333度 西経9.16056度